# Sköna Susanna och gubbarna
Sköna Susanna och gubbarna är en svensk svartvit komedifilm från 1959 i regi av Erik Strandmark. Strandmark har även en större roll i filmen och i övrigt medverkar bland andra Anita Edberg, Adolf Jahr och John Elfström.

## Om filmen
Filmens förlaga är berättelsen om Susanna i Tillägg till Daniels bok, en av apokryferna till Gamla Testamentet, som finns med i vissa utgåvor av Bibeln. Berättelsen omarbetades till filmmanus av Strandmark och Bertil Schütt och inspelningen ägde rum mellan den 5 mars och den 18 april 1957 i Filmstaden Råsunda (ateljé) och i Viby i Sigtuna. Fotograf var Åke Dahlqvist och klippare Oscar Rosander. Originalmusiken komponerades av Jerry Högstedt och Fritz Sjöström och i övrigt användes musik av Erik Nordgren. Filmen premiärvisades den 19 oktober 1959 på biograf Skandia i Norrköping. Den är 91 minuter lång och var tillåten från 15 år. Filmen har även visats i SVT vid ett flertal tillfällen, bland annat 1997, 2002, 2008, 2016, i januari 2019, i april 2020, i augusti 2022 och i oktober 2024.

## Handling
Joakim vandrar i vintermörkret på en förfallen, öde gård och ropar efter Susanna. Detta har han gjort i 100 år.

## Rollista
- Erik Strandmark – Joakim
- Anita Edberg – Susanna, Joakims hustru
- Adolf Jahr – fjärdingsman
- John Elfström – skollärare
- Yngve Gamlin – präst
- Sture Ström – Daniel
- Sven-Axel "Akke" Carlsson	– Alfred, sjöman
- Gunnel Edlund	– Anna, piga hos Joakim
- Kerstin Rabe – prästens hushållerska
- Ann-Marie Adamsson – piga hos Joakim
- Majvor Edqvist – piga hos Joakim
- Berit Frodi – piga hos Joakim
- Ittla Frodi – piga hos Joakim
- Birgitta Grönwald	– ogift bondflicka
- Elsa Eklund – piga
- Bengt Berger – bonde
- Ulf Cederwall	– bonde
- Ludde Juberg – bonde
- S. Juhlin – bonde
- G. Karlsson – bonde
- Olof Olsson – bonde
- Gösta Qvist – bonde
- Oscar Rundqvist – bonde
- Mille Schmidt – bonde
- Stellan Skantz – bonde
- John Starck – bonde
- Sigvard Törnqvist	– bonde
- Astrid Bodin – bondkvinna
- M. Brunberg – bondkvinna
- Ninni Elliot – bondkvinna
- Mona Geijer-Falkner – bondkvinna
- Carin Lundquist – bondkvinna
- Elsa Mannerborg – bondkvinna
- Klara Netzell	– bondkvinna
- Margareta Olsson – bondkvinna
- Greta Stave – bondkvinna
- Anna Vetter – bondkvinna
- Ingrid von Zwoll – bondkvinna